# Катастрофа Ил-12 под Биробиджаном
Катастрофа Ил-12 под Биробиджаном — авиационная катастрофа самолёта Ил-12 компании Аэрофлот, произошедшая в среду 18 декабря 1957 года в 30 километрах западнее Биробиджана, при этом погибли 27 человек.

## Самолёт
Ил-12 (встречается также обозначение модели Ил-12П) с заводским номером 30015 и серийным 015 был выпущен заводом «Знамя Труда» (Москва) 28 февраля 1947 года. Авиалайнер получил бортовой номер СССР-Л1309 и был передан Главному управлению гражданского воздушного флота, которое в свою очередь направило его изначально во Внуковский авиаотряд МУТА. Но уже в апреле того же года борт Л1309 был переведён в 1-Иркутский (134-й) авиатранспортный отряд Восточно-Сибирского территориального управления гражданского воздушного флота. Общая наработка самолёта составляла 10 436 лётных часов.

## Экипаж
- Командир воздушного судна — Лопатников Василий Ефимович
- Второй пилот — Ситов Борис Андреевич
- Бортмеханик — Бельков Александр Михайлович
- Бортрадист — Михеев Борис Бошхоевич
- Стюардесса — Николенко Вивия Петровна

## Катастрофа
Самолёту предстояло выполнить пассажирский рейс 10 из Хабаровска в Москву и первой промежуточной посадкой в Магдагачи, а в Иркутске предстояла смена экипажа. В 11:10 Ил-12 по указанию диспетчера встал на перроне по ветру, после чего началась посадка пассажиров. Небо над аэропортом в это время было затянуто средней облачностью, метель, температура воздуха −13 °C, видимость 4,5 километра, а также, что особенно важно, дул северо-восточный порывистый ветер, скорость которого составляла 20 м/с, а в порывах достигала 24 м/с. На борт сели 22 пассажира, после чего в 11:45 экипаж запросил разрешение следовать к стартовой позиции. Однако авиадиспетчер сперва спросил, установлена ли на руль поворота струбцина. В ответ было доложено, что все струбцины сняты, после чего экипаж попытался получить разрешение следовать к началу взлёта без установки струбцин. Но диспетчер настойчиво потребовал струбцину всё-таки установить. Прошло некоторое время, после чего экипаж повторно доложил, что они готовы следовать к стартовой позиции. Диспетчер решил, что экипаж поставил струбцину, а потому дал разрешение следовать к началу полосы. Однако, согласно показаниям очевидцев, струбцина на самом деле не была установлена. Стоянка на предварительном старте заняла 5 минут, по истечении которых экипаж доложил о проведении контроля согласно карте обязательных проверок, после чего запросил разрешение на взлёт. Когда это разрешение было получено, в 11:58 борт Л1309 выполнил взлёт в северо-восточном направлении (курс 52°).
После взлёта самолёта руководитель полётов спросил у экипажа об условиях взлёта, однако ответа не получил. Когда руководитель полётов ещё раз вызвал борт Л1309, то экипаж ответил лишь «не мешайте», однако затем всё же доложил: «Очень плохие, очень плохие». В это время на посадку заходил Ил-12 борт Л1346 (заводской 30056), экипаж которого увидел борт Л1309, при этом тот не выходил из зоны аэропорта, а наоборот — следовал по траектории захода на посадку и уже находился в зоне четвёртого разворота. Выполнив медленный доворот почти без крена, авиалайнер потом вернулся на траекторию маршрута. На основании показаний экипажа Л1346 можно сделать вывод, что после взлёта экипаж борта Л1309 обнаружил, что у них неисправность в органах управления самолётом, поэтому командир самолёта Лопатников, не докладывая о случившемся руководителю полётов, принял решение вернуться в аэропорт вылета, но в районе четвёртого разворота уже передумал и решил продолжить полёт.
В 12:06 экипаж перешёл на связь с главным командно-диспетчерским пунктом (ГКДП), а в 12:24 наконец сообщил о неисправности на борту, доложив, что отказало управление рулём направления. Диспетчер спросил, какое решение принял экипаж, на что командир Лопатников сообщил, что возвращаться в Хабаровск не будет из-за сильного ветра («у вас садиться нельзя из-за сильного ветра»), а вместо этого направляется в Архару. Когда диспетчер ГКДП сообщил об этом в Хабаровский районный диспетчерский центр, то там руководитель полётов также принял решение, что Л1309 должен следовать в Архару. При этом диспетчер в Хабаровском центре не следил за полётом рейса 10 по радиолокатору. В 12:35 экипаж передал, что они прошли Биробиджан в 12:32 на высоте 2100 метров. Диспетчер не стал уточнять условия полёта и характер неисправности на борту, вместо этого дав указание переходить на радиосвязь по УКВ. Это был последний радиообмен с рейсом 10. После этого экипаж на связь уже не выходил и на вызовы не отвечал. Поиски самолёта ничего не дали, поэтому он был объявлен пропавшим без вести.
В июне 1958 года на северо-западном склоне горы Поктой и в 30 километрах западнее Биробиджана был замечен полностью разрушенный и сгоревший авиалайнер, в котором был опознан пропавший борт Л1309. 15 июня место происшествия было осмотрено следственной комиссией. Войдя в снижение по спирали, Ил-12 с работающими двигателями под углом 85° и с правым креном врезался в склон сопки крутизной 45°, при этом все 27 человек на борту погибли. По имеющимся данным, это крупнейшая авиакатастрофа в Еврейской автономной области.

## Расследование
Как было установлено комиссией, ранее в тот же день в Хабаровском аэропорту у самолёта Ил-12 борт Л1330 (заводской 30051) резкий порыв ветра неожиданно отклонил руль направления. Когда авиалайнер осмотрели, то обнаружили, что у него разорвало трубу руля поворота между качалкой и корневой нервюрой, а заодно повредило кницы и профиль жёсткости у среднего узла крепления руля. В момент отклонения руля борт Л1330 стоял относительно направления ветра так же, как позже встанет на перроне борт Л1309. На основании этого случая, а также доклада экипажа через 26 минут с момента вылета, комиссия пришла к выводу, что у борта Л1309 во время стоянки и следовании к началу взлёта из-за воздействия порывов ветра также разрушило трубу руля направления, а уже в полёте разрушило средний узел крепления руля к килю. Так как, вероятно, при этом разрушило кницы и профиль жёсткости в узле подвески кронштейна руля, а ось руля при его поворотах вокруг нижней обломанной части трубы сместилась, то это могло привести к перекомпенсации руля направления, то есть пружинный компенсатор перестал автоматически отклоняться. Таким образом, во время полёта произошёл отказ руля направления, из-за чего самолёт частично потерял управление, а так как полёт проходил в условиях сильной болтанки, то этого уже было достаточно для выхода самолёта из-под контроля экипажа.
Когда через 7 месяцев авиалайнер был найден, то комиссия при его осмотре обнаружила, что трубу руля скрутило и разрушило, то есть характер её повреждений был такой же, как и у Л1330. Таким образом, выводы комиссии об отказе руля направления из-за воздействия порывов ветра были полностью подтверждены.
Виновными в катастрофе были признаны заместитель командира 198-го объединённого авиаотряда по движению, начальник ЛЭРМ и руководитель полётов, которые знали о поломке борта Л1330, но не стали давать указания прекратить вылеты самолётов и проверить техническое состояние их [самолётов] органов управления. Всё, чем они ограничились, так это указанием авиадиспетчерам аэропорта разрешать самолётам выруливать на старт только при условии установки струбцин, но не контролировали выполнение этого указания. Также авиадиспетчеры, имея необходимые радиолокационные средства, не следили за полётом рейса 10 и не контролировали его, когда тот оказался в сложных условиях. В свою очередь командир экипажа Лопатников не выполнил указание диспетчера об установке струбцины, в результате чего во время выруливания по аэродрому у его самолёта был повреждён руль направления, то есть вылет выполнялся с неисправным рулём направления.

### Комментарии
1. ↑  Здесь и далее указано Московское время.